# Härkingen
Härkingen – miejscowość i gmina w północnej Szwajcarii, w kantonie Solura, w jednostce administracyjnej (Amtei) Thal-Gäu, w okręgu Gäu.

## Demografia
W Härkingen mieszkają 1752 osoby. W 2022 roku 17,9% populacji gminy stanowiły osoby urodzone poza Szwajcarią. 

## Transport
Przez teren gminy przebiegają autostrady A1 i A2 oraz droga główna nr 268.